# Hosťová
Hosťová (maďarsky Nyitrageszte) je obec na Slovensku v okrese Nitra. Žije v ní 428 obyvatel.

## Historie
Osídlení v okolí Hosťové dokládají archeologické nálezy z pozdní doby kamenné, z doby železné, z dob římské nadvlády a stěhování národů. Pozornost si zaslouží i pozůstatky usedlosti z 9. až 10. století, které odhalili archeologové v roce 1983. První písemná zmínka o vesnici pochází z roku 1232, kde je uvedena jako Guesta. Později byla vedena pod názvem Geszte nebo Gesť. Od roku 1948 je vedena pod názven Hosťová. Podle údajů sčítání lidu z roku 1991 bylo 92 % obyvatel maďarské národnosti. Při sčítání obyvatel v roce 2011 zde žilo 361 osob, z toho 231 osob (64%) bylo maďarské, 108 osob (30%) slovenské a 18 (5%) nezjištěné národnosti.
Římskokatolický kostel Svaté Trojice, který je postaven na gotických základech, pochází z roku 1734.